# Бланка Сото
Бланка Делфина Сото Бенавидес (на испански: Blanca Delfina Soto Benavides) е мексиканска актриса, модел и бивша кралица на красотата от испански произход. Родена е на 5 януари, 1979 г. в Монтерей, Нуево Леон, Мексико. В България е известна с теленовелата „Ева Луна“

## Кариера
През 1997 г. Бланка Сото се състезава на конкурса „Nuestra Belleza Mexico“, представлявайки Нуево Леон. През същата година става „Мис Мексико Свят“ и представлява страната си в международния конкурс за красота „Vina Del Mar“ в Чили.
Първата изява на Бланка Сото като актриса е в късометражния филм „La Vida Blanca“, където тя е ко-продуцент с нейния съпруг по това време Джак Хартнет. За тази роля, актрисата получава първата си награда за най-добра актриса. Изпълнява поддържащи роли във филмите „Divina Confusion“, „Deep In The Valley“ и „Dinner for Schmucks“. Първата теленовела в кариерата ѝ е за компания Venevision в съдружие с Univision. Превъплъщава се в Ева Гонсалес в теленовелата „Ева Луна“, заедно с Гай Екер. Следват роли в продукции като „Талисманът“ през 2012 г. и „Защото любовта командва“ през 2012/13 г. През 2014 г. Бланка подписва договор с американската компания „Телемундо“ и получава главната роля в нарконовелата „Госпожа Асеро“.
Бланка играе и в театъра в постановките „Los Monólogos de la Vagina“ и „Obscuro total“. Снима се и в музикални клипове на певци като Енрике Иглесиас, Шалим Ортис, Donato и Estefano, Billy Currington и Noel Schajris. Освен актриса Бланка е и продуцент. Продуцирала е късометражните филми „La Vida Blanca“, „I Won't Be Your Mirror“ и „Sovereign“. Като модел е включена в реклами на GAP, Lens Crafters, Venus Swimwear, Avon, Andrea, Charriol, Foley's, Yellowbook, „Зара“, Garnier и Budweiser.

## Филмография

### Теленовели и Филми
| Година  | Име                     | Роля            |                 | Бележки                                                                             |
| ------- | ----------------------- | --------------- | --------------- | ----------------------------------------------------------------------------------- |
| 2007    | La Vida Blanca          | Бланка          | главна роля     | късометражен филм Grand Jury Award 2007 – Най-добър късометражен филм               |
| 2007    | Tampa Jai Alai          | Лисет Ариага    | главна роля     | късометражен филм                                                                   |
| 2008    | Divina Confusion        | Афродита        | поддържаща роля |                                                                                     |
| 2009    | Deep In The Valley      | Сузи Диабло     | поддържаща роля |                                                                                     |
| 2010    | Dinner for Schmucks     | Моника          |                 |                                                                                     |
| 2010    | Regresa                 | Мария Гонсалес  | главна роля     | Mónaco Film Festival 2010 – Best Entertainment Film                                 |
| 2011    | Ева Луна                | Ева Гонсалес    | главна роля     | теленовела Premio Rockie (Festival Mundial de Medios) 2011 – Теленовела на годината |
| 2012    | Талисманът              | Камила Нахера   | главна роля     | теленовела                                                                          |
| 2012/13 | Защото любовта командва | Алма Монтемайор | главна роля     | теленовела Premios People En Español 2013 – Теленовела на годината                  |
| 2014    | Госпожа Асеро           | Сара Агилар     | главна роля     | теленовела                                                                          |

### Театър
| Година  | Постановка                                         | Роля  |
| ------- | -------------------------------------------------- | ----- |
| 2011    | The Vagina Monologues / Los Monólogos de la Vagina |       |
| 2013/14 | Obscuro Total                                      | София |

## Награди
| Година | Награда                                | Категория                              | Продукция               | Резултат   |
| ------ | -------------------------------------- | -------------------------------------- | ----------------------- | ---------- |
| 2007   | Feature Film Award                     | Най-добра актриса                      | La Vida Blanca          | победител  |
| 2011   | Premios Juventud                       | She Steals the Show                    | Regresa                 | победител  |
| 2011   | Premios Juventud                       | Момичето на мечтите ми                 | Ева Луна                | номинирана |
| 2011   | Premios People En Español              | Най-добра актриса                      | Ева Луна                | номинирана |
| 2011   | Premios People En Español              | Най-добро женско откритие              | Ева Луна                | номинирана |
| 2011   | Premios People En Español              | Най-добър водещ (с Уилям Леви)         | Premios Juventud 2012   | номинирана |
| 2012   | Premios Juventud                       | Момичето на мечтите ми                 | Талисманът              | номинирана |
| 2012   | Premios Actrices Latinas               | Най-добра двойка (с Фернандо Колунга)  | Защото любовта командва | номинирана |
| 2013   | Premios Juventud                       | Момичето на мечтите ми                 | Защото любовта командва | победител  |
| 2013   | Premios People En Español              | Най-добра двойка (с Фернандо Колунга)  | Защото любовта командва | победител  |
| 2013   | Premios People En Español              | Най-добра актриса                      | Защото любовта командва | победител  |
| 2014   | TVyNovelas Awards – Premios TVyNovelas | Най-добра актриса                      | Защото любовта командва | номинирана |
| 2014   | TVyNovelas Awards – Premios TVyNovelas | Най-добра целувка (с Фернандо Колунга) | Защото любовта командва | номинирана |
| 2014   | TVyNovelas Awards – Premios TVyNovelas | Най-добра двойка (с Фернандо Колунга)  | Защото любовта командва | номинирана |
| 2014   | TVyNovelas Awards – Premios TVyNovelas | Най-красива жена                       | Защото любовта командва | номинирана |